# Čihiro Takahašiová
Čihiro Takahašiová (* 1. září 1989 Čiba) je bývalá japonská zápasnice – judistka.

## Sportovní kariéra
S judem začínala na základní škole v rodné Čibě. Po skončení střední školy Jašijo v Čibě se od roku 2008 připravovala v profesionálním judistickém týmu pojišťovny Mitsui Sumitomo Insurance (MSI) pod vedením Hisaši Janagisawy a jeho asistentů... V japonské ženské reprezentaci se pohybovala od roku 2010 v polotěžké váze do 78 kg. V roce 2012 se nekvalifikovala na olympijské hry v Londýně a na podzim téhož roku s ní MSI neprodloužili smlouvu. Sportovní kariéru ukončila v roce 2016. Věnuje se trenérské práci na univerzitě Kokusai Budō Daigaku.

## Výsledky
| Turnaj            | 2009           | 2010           | 2011           | 2012           |
| Turnaj            | 20             | 21             | 22             | 23             |
| Turnaj            | polotěžká váha | polotěžká váha | polotěžká váha | polotěžká váha |
| ----------------- | -------------- | -------------- | -------------- | -------------- |
| Olympijské hry    |                |                |                | —              |
| Mistrovství světa | —              | —              | —              |                |
| Asijské hry       |                | —              |                |                |
| Mistrovství Asie  | —              |                | 3.             | —              |